# Daniela Bessia
Daniela Anahi Bessia (chinesisch: 安达, auch Daniela Bessia; * 9. Juli 1989 in Buenos Aires) ist eine argentinisch-italienische Schauspielerin.

## Leben
Bessia wuchs in einer Musikerfamilie auf. Über ihre erste Managerin, eine Taiwanerin, kam sie in Kontakt mit dem chinesischen Musikmarkt und interessierte sich für die chinesische Sprache und Kultur. 2011 zog sie nach Shanghai. Sie ist für ihre Auftritte im chinesischen Staatsfernsehen bekannt, z. B. in den Sendungen Spring Festival Gala und Avenue of Stars, und wurde mit den Shanghai Excellence Awards ausgezeichnet. Nach einer einmonatigen Onlineabstimmung, bei welcher 10 Millionen Mal abgestimmt wurde, wurden die Kandidaten von zuvor 30 auf 10 reduziert, die dann ausgezeichnet wurden. Bessias Muttersprache ist Spanisch, sie spricht aber auch Chinesisch und Englisch.

## Filmografie
Quelle: IMDB

### Fernsehserien
- Life is different – Shenghuo da butong
- Foreigner in China – Wagiguoren zai Zhongguo (Dokumentation, 2013)
- Escuela De Sabores (2016)
- Culture Express (2016)
- What and What a Cool Summer (TV Series 2017)
- One Boat One World (TV Series 2019)
- My True Friend (TV Series 2019)

### Weiteres
- Daniela Bessia: Dime Que Sí (Kurzvideo, 2020)